# Bratto (Pontremoli)
Bratto è una frazione del comune italiano di Pontremoli, nella provincia di Massa-Carrara, in Toscana.
Si trova a 870 m s.l.m. sulla strada provinciale del Bratello tra Braia e il passo verso la val di Taro.
Nell'antichità il borgo era noto per l'artigianato di mobili in legno, in particolare per le culle, un esemplare delle quali si conserva ancor oggi nel Museo etnografico a Villafranca. Molte delle abitazioni locali venivano erette con questo materiale.

## Monumenti e luoghi d'interesse

### Chiesa di San Giorgio
La piazza del paese, raggiungibile attraverso una strada in ciottoli in salita, accoglie una fontana in pietra, di fronte alla quale si affaccia la chiesa di San Giorgio; l'edificio, dedicato al santo patrono del paese, è dotato di un portale dotato di una lunetta in marmo bianco scolpita con le storie del santo. Il campanile, restaurato nel 2006, è composto dai facion, protomi umane in funzione apotropaica, come si trovano anche a Cervara.